# Ginnastica ritmica ai XXI Giochi del Commonwealth
Le competizioni di ginnastica ritmica ai XXI Giochi del Commonwealth si sono svolte dall'11 al 13 aprile 2018.

## Medagliere
| Posiz. | Nazione          | Oro | Argento | Bronzo | Totale |
| ------ | ---------------- | --- | ------- | ------ | ------ |
| 1      | Cipro            | 4   | 1       | 1      | 6      |
| 2      | Malaysia         | 1   | 3       | 3      | 7      |
| 3      | Canada           | 1   | 1       | 0      | 2      |
| 4      | Galles           | 0   | 1       | 0      | 2      |
| 5      | Irlanda del Nord | 0   | 0       | 2      | 2      |
| Totale | Totale           | 6   | 6       | 6      | 18     |

## Podi
| Evento                        | Oro                | Argento            | Bronzo                     |
| Concorso generale a squadre   | Cipro              | Malaysia           | Australia                  |
| Concorso generale individuale | Diamanto Evripidou | Katherine Uchida   | Amy Kwan Dict Weng         |
| Cerchio                       | Diamanto Evripidou | Laura Halford      | Amy Kwan Dict Weng         |
| Palla                         | Diamanto Evripidou | Sie Yan Koi        | Alexandra Kiroi-Bogatyreva |
| Nastro                        | Amy Kwan Dict Weng | Diamanto Evripidou | Sie Yan Koi                |
| Clavette                      | Sophie Crane       | Sie Yan Koi        | Diamanto Evripidou         |